# Parlamentswahl in Fidschi 2014
Bei der Parlamentswahl in Fidschi 2014 wurden die 50 Abgeordneten des  Parlaments von Fidschi gewählt. Es war die erste demokratische Wahl seit dem Putsch des Militärs von 2006.

## Wahlergebnis
Insgesamt traten 247 Kandidaten an, davon 44 Frauen. Es stellten sich sieben Parteien zur Wahl. Letztendlich zogen drei Parteien mit 50 Abgeordneten in das Parlament ein, unter ihnen vier Frauen.
- NFP: 3
- FijiFirst: 32
- SODELPA: 15

| Partei                          | Stimmen | Stimmen | Sitze |
| ------------------------------- | ------- | ------- | ----- |
| FijiFirst                       | 293.714 | 59,17 % | 32    |
| Social Democratic Liberal Party | 139.857 | 28,18 % | 15    |
| National Federation Party       | 27.066  | 5,45 %  | 3     |
| People’s Democratic Party       | 15.864  | 3,20 %  | 0     |
| Fiji Labour Party               | 11.670  | 2,35 %  | 0     |
| One Fiji Party                  | 5.839   | 1,18 %  | 0     |
| Fiji United Freedom Party       | 1.072   | 0,22 %  | 0     |
| Unabhängige                     | 1.282   | 0,26 %  | 0     |
| Gültige Stimmen                 | 496.364 | 100 %   | 50    |
| Ungültige Stimmen               | 3.714   | –       | –     |
| Wahlberechtigte/Wahlbeteiligung | 591.101 | 83,97 % | –     |
| Quelle: , FBC                   |         |         |       |